# La Naissance de la conscience dans l'effondrement de l'esprit bicaméral
La Naissance de la conscience dans l'effondrement de l'esprit bicaméral est un livre paru en 1976 par psychologue, psychohistorien et théoricien de la conscience Julian Jaynes (1920-1997) de Princeton. Il explore la nature de la conscience – en particulier la « capacité d’introspection » – et son évolution dans l’histoire humaine ancienne. Jaynes propose l'argument selon lequel la conscience est un comportement acquis enraciné dans la langue et la culture plutôt qu’inné. Il distingue la conscience de la perception sensorielle et de la cognition. Jaynes introduit le concept d'« esprit bicaméral », une mentalité non-consciente répandue chez les premiers humains qui s'articulait autour d'hallucinations auditives.
Dans son ouvrage, Jaynes analyse des textes anciens et des données archéologiques pour appuyer sa théorie. Il place l'émergence de la conscience aux environs du IIe millénaire avant notre ère, affirmant que cette transition depuis un esprit bicaméral vers un état conscient a été provoquée par l’effondrement du système bicaméral. Selon lui, l’esprit bicaméral se manifestait par des hallucinations auditives perçues comme des injonctions divines, orientant les comportements des individus.
Le livre a attiré l'attention et a été bien accueilli dès sa sortie,,. Il a fait l'objet de nombreuses critiques positives, y compris des mentions de critiques notables tels que John Updike et Christopher Lehmann-Haupt. La théorie de Jaynes a marqué des philosophes tels que Daniel Dennett et Susan Blackmore, tout en inspirant des chercheurs spécialisés dans l’étude de la schizophrénie. Ses réflexions sur la conscience et l’esprit bicaméral ont été largement examinées à travers des conférences, des publications et des débats au fil du temps.
Le livre a suscité de nombreuses critiques et analyses, et son contenu a été résumé à plusieurs reprises, notamment dans la revue Behavioral and Brain Sciences, ainsi que dans des conférences et discussions publiées dans Canadian Psychology. Malgré les débats et controverses qu’il a engendrés, ce livre a profondément marqué l’étude de la conscience et de la psychologie humaine. Si certains critiques ont contesté les hypothèses et les interprétations de Jaynes, l’ouvrage demeure une réflexion fascinante sur les origines de la conscience, du langage et de la culture. Il continue d’alimenter discussions et recherches dans ces domaines. Unique publication de Jaynes, ce livre reste disponible en plusieurs langues et conserve sa pertinence à ce jour.

## Esprit bicaméral
Dans ce livre, Jaynes passe en revue ce que l'un de ses premiers critiques a reconnu comme « l'histoire spectaculaire de l'échec » des tentatives d'explication de la conscience en tant que « capacité humaine à l'introspection ». Abandonnant l'hypothèse selon laquelle la conscience est innée, Jaynes l'explique plutôt comme un comportement acquis qui « naît [...] du langage, et plus particulièrement de la métaphore ». Fort de cette compréhension, Jaynes a ensuite démontré que les textes anciens et l'archéologie peuvent révéler une histoire de la mentalité humaine parallèlement à l'histoire d'autres produits de la culture. En examinant les preuves, Jaynes a non seulement placé l'origine de la conscience au IIᵉ millénaire avant notre ère, mais il a également proposé l'existence d'une forme de pensée « non consciente » plus ancienne, qu'il a nommée esprit bicaméral, en lien avec les deux hémisphères cérébraux.

## Contenu
Le livre est structuré en trois sections principales, appelées « Livres ». Le premier, intitulé L’esprit de l’homme, explore la nature de la conscience et s’interroge sur le moment précis de l’histoire où l’humanité a commencé à prendre conscience d’elle-même. Il s’appuie notamment sur des observations tirées de L’Iliade d’Homère et avance l’hypothèse d’un esprit bicaméral, qu’il associe aux débuts de la civilisation.
Le livre II, intitulé Le témoin de l’histoire, explore l’application de cette hypothèse à la culture néolithique ainsi qu’au développement des civilisations mésopotamienne et grecque. Quant au livre III, intitulé Vestiges de l’esprit bicaméral dans le monde moderne, il étend l’hypothèse aux théories psychologiques contemporaines, en abordant des concepts tels que l’autorité, la prophétie, la possession, la poésie, la musique, l’hypnose et la schizophrénie.

## Réception et influence
L'Origine de la conscience dans l'effondrement de l'esprit bicaméral fut un ouvrage de vulgarisation scientifique à succès, dont le premier tirage fut épuisé avant qu'un second ne puisse le remplacer. Il a reçu des dizaines de critiques positives, notamment celles de critiques renommés tels que John Updike dans The New Yorker, Christopher Lehmann-Haupt dans le New York Times, et Marshall McLuhan dans le Toronto Globe and Mail. Des articles sur Jaynes et ses idées sont parus dans Time et Psychology Today en 1977, et dans Quest/78 en 1978.
Une nouvelle édition, enrichie d'une postface répondant à certaines critiques tout en réaffirmant les thèmes principaux, a été publiée aux États-Unis en 1990 et au Royaume-Uni par Penguin Books en 1993, et a été rééditée en 2000,
Dans son ouvrage de 2006, Pour en finir avec Dieu, Richard Dawkins mentionne le livre en le qualifiant de « l’un de ces ouvrages qui sont soit de pures absurdités, soit un chef-d’œuvre de génie, sans juste milieu. Probablement la première option, mais je préfère rester prudent ». Les travaux de Jaynes sur la conscience ont influencé les philosophes Daniel Dennett, Susan Blackmore et Ken Wilber, et le modèle bicaméral des hémisphères cérébraux a influencé les chercheurs sur la schizophrénie Henry Nasrallah et Tim Crow.
La théorie de la bicaméralité a inspiré les premières recherches sur les hallucinations auditives menées par le psychologue Thomas Posey et le psychologue clinicien John Hamilton. Grâce à des recherches plus poussées menées à la fin des années 1990 à l'aide d'une nouvelle technologie d'imagerie cérébrale, les idées de Jaynes ont fait l'objet d'une attention renouvelée, et une certaine reconnaissance pour avoir contribué à réexaminer les phénomènes des hallucinations auditives et des maladies mentales.
Jaynes a qualifié les réactions à son livre d’extrêmement variées, allant de « personnes qui considèrent ses idées comme très importantes » à une « hostilité intense ». Il ajoutait : « Lorsque quelqu’un affirme que la conscience est un phénomène historique, cela devient difficile à accepter. Si [les psychologues] l’acceptaient, ils perdraient toute motivation à retourner au laboratoire ».
Marcel Kuijsten, fondateur de la Julian Jaynes Society, a écrit que, dans les décennies suivant la publication du livre, « peu de discussions approfondies, qu'elles soient positives ou négatives, ont eu lieu » à son sujet, rejetant comme trop simpliste la critique selon laquelle « Jaynes avait tort ».

## Éditions et traductions
- Julian Jaynes, The Origin of Consciousness in the Breakdown of the Bicameral Mind, Boston, 1st, 1976 (ISBN 978-0395329320, lire en ligne )
- Julian Jaynes, The Origin of Consciousness in the Breakdown of the Bicameral Mind, Houghton Mifflin, 1993 (ISBN 0-14-017491-5)
- Julian Jaynes, The Origin of Consciousness in the Breakdown of the Bicameral Mind, Houghton Mifflin, 2000 (ISBN 0-618-05707-2)

La naissance de la conscience dans l'effondrement de l'esprit bicaméral a été traduit dans au moins sept langues étrangères :
- Allemand: Der Ursprung des Bewusstseins durch den Zusammenbruch der Bikameralen Psyche
- Espagnol: El Origen de la Conciencia en la Ruptura de la Mente Bicameral
- Italien: Il Crollo della Mente Bicamerale e L'origine della Coscienza
- Japonais: 神々の沈黙―意識の誕生と文明の興亡 (日本語) 単行本
- Coréen: 의식의 기원 : 옛 인류는 신의 음성을 들을 수 있었다
- Persan: خاستگاه آگاهی در فروپاشی ذهن دوجایگاهی

## Dans la culture populaire
Le message « Your bicameral mind / Mind your bicameral » est inscrit sur le sillon du single vinyle de la chanson de David Bowie « Boys Keep Swinging » (1979).
Le concept a occupé une place centrale dans la série télévisée Westworld (2016-2022) pour expliquer la psychologie des androïdes et leur interaction avec les humains (les hôtes). Dans l'intrigue, après avoir retrouvé leur pleine conscience, les hôtes se révoltent contre les humains. La finale de la saison 1 est intitulée The Bicameral Mind (2016).